# Марк Пубіль
Марк Пубіль (ісп. Marc Pubill, нар. 20 червня 2003, Тарраса) — іспанський футболіст, захисник клубу «Альмерія». Олімпійський чемпіон 2024 року.
Виступав, зокрема, за клуби «Атлетіко Леванте» та «Леванте», а також юнацьку збірну Іспанії.

## Клубна кар'єра
Народився 20 червня 2003 року в місті Тарраса.
У дорослому футболі дебютував 2020 року виступами за команду «Атлетіко Леванте», в якій провів два сезони, взявши участь у 19 матчах чемпіонату. 
Своєю грою за цю команду привернув увагу представників тренерського штабу клубу «Леванте», до складу якого приєднався 2021 року. Відіграв за валенсійський клуб наступні два сезони своєї ігрової кар'єри.
До складу клубу «Альмерія» приєднався 2023 року. Станом на 9 липня 2024 року відіграв за клуб з Альмерії 23 матчі в національному чемпіонаті.

## Виступи за збірну
У 2021 році дебютував у складі юнацької збірної Іспанії (U-19), загалом на юнацькому рівні взяв участь у 2 іграх.

## Досягнення
Олімпійська збірна Іспанії
- Олімпійський чемпіон: 2024[1]